# Jonathan Zittrain
Jonathan L. Zittrain (24 de dezembro de 1969) é um professor americano de Direito da Informática na Harvard Law School e na Harvard Kennedy School of Government e de Ciência da Computação na Harvard School of Engineering and Applied Sciences. Ele é autor do livro The Future of the Internet and How to Stop It, além de co-editor dos livros, Access Denied (MIT Press, 2008), Access Controlled (MIT Press, 2010), and Access Contested (MIT Press, 2011), resultantes da Iniciativa OpenNet e de uma série de estudos sobre a filtragem de conteúdos na Internet realizada por governos.
Seus interesses de pesquisa incluem como disputas pelo controle de propriedades e conteúdos digitais, criptografia, privacidade digital, segurança de computadores, uso de tecnologia na educação e os papéis dos intermediários na arquitetura da Internet. Como efeito do seu engajamento nestas áreas e causas, Zittrain é co-fundador das iniciativas StopBadware, uma organização sem fins lucrativos que busca tornar a Web mais segura a partir da prevenção e correção de websites que utilizam malwares, e ChillingEffects, um acervo digital e colaborativo criado para proteger atividades online lícitas de ameaças jurídicas.

## Biografia

### Família
Zittrain é filho dos advogados Ruth A. Zittrain e Lester E. Zittrain. Sua irmã, Laurie Zittrain Eisenberg, é uma estudiosa dos conflitos árabes e israelenses e leciona na Universidade Carnegie Mellon, e seu irmão, Jeff Zittrain, é um músico.

### Educação
Zittrain se formou em 1987 na Shady Side Academy, uma escola privada de Pittsburgh, na Pensilvânia. Em 1991, ele obteve um grau de bacharel em Ciências Cognitivas e Inteligência Artificial pela Universidade de Yale. Em 1995, Zittrain obteve um J.D. pela Harvard Law School e um Mestrado de Administração Pública pela Harvard Kennedy School of Government.

### Carreira
Em setembro de 2005, Zittrain se juntou à equipe da Universidade de Oxford no Reino Unido, ocupando a Cadeira de Governça na Internet e Regulamentações (do inglês, Internet Governance and Regulation), sendo um dos diretores do Oxford Internet Institute e Professor Associado na Keble College, desenvolvendo interesses em ciência da computação e políticas públicas. Neste mesmo período, nos Estados Unidos, Zittrain também era um Professor Visitante para Estudos Jurídicos Empresariais (Entreprenurial Legal Studies) na Harvard Law School, além de diretor e fundador, juntamente com Charles Nesson do Berkman Center for Internet & Society.
Em 2007, Zittrain foi um Professor Visitante na Stanford University. Zittrain também foi um Professor Visitante na New York University School of Law in Manhattan em 2008.
Em 2009, Zittrain foi eleito para o conselho de administração da Internet Society para um mandato de quatro anos.
Em fevereiro de 2011, ele se juntou ao conselho da Electronic Frontier Foundation.
Em maio de 2012 ele foi feito presidente do Open Internet Advisory Committee da Federal Communications Commission.

## Projetos
Em 2001, Zittrain fundou a Chilling Effects, em conjunto com seus alunos, incluindo o seu idealizador e líder Wendy Seltzer. Os ativistas fundadores desta organização estavam preocupados com a prática privada e desregulada do envio de cartas cease and desist, que estava aumentando e criando um "efeito congelante" (do inglês, chilling effect) não estudado, mas potencialmente significante, na liberdade de expressão. A partir de 2002, pesquisadores têm utilizado este acervo para estudar a utilização de cartas cease and desist, principalmente nas notificações de remoção da DMCA, assuntos de copyright e marca registrada.
Em 2006, Zittrain e John Palfrey fundaram a organização StopBadware, enquanto eles estavam no Oxford Internet Institute. O foco atual da organização é combater malwares, trabalhando para fortalecer o ecossistema da Web. Para isso, algumas das atividades da organização incluem manter um acervo de websites com malwares e agir como um revisor independente de websites em "listas negras". A organização também mantém um fórum, o BadwareBusters.org, onde é possível que usuários da rede reportem URLs que possuem malwares. A StopBadware é apoiada e financiada por empresas como Google, Mozilla, PayPal, Qualys, Verisign, Verizon e Yandex.

### The Future of the Internet--And How to Stop It
Publicado em 2008, este livro "explica o mecanismo que catapultou a Internet à ubiquidade" e aponta os riscos que a Internet corre. O livro também propõe soluções para os problemas que apresenta, mostrando como desenvolver tecnologias e estruturas sociais que permitam que os usuários trabalhem de forma criativa e colaborativa para criar soluções, tomando como base o exemplo da Wikipedia. O próprio livro é um "experimento colaborativo, que dependerá da participação iteligente dos leitores para funcionar".
O livro está disponível online sob a licença Creative Commons Attribution Non-Commercial Share-Alike 3.0 license.

## Publicações relevantes
- Deibert, Ronald J., John G. Palfrey, Rafal Rohozinski, Jonathan Zittrain (Eds.) (29 de fevereiro de 2008). Access Denied: The Practice and Policy of Global Internet Filtering. [S.l.]: MIT Press. ISBN 0-262-54196-3
- Zittrain, Jonathan (14 de abril de 2008). The Future of the Internet and How to Stop It. [S.l.]: Yale University Press. ISBN 0-300-12487-2 (online book)
- Zittrain, Jonathan (primavera de 2006). «A History of Online Gatekeeping» (PDF). Harvard Law School. Harvard Journal of Law and Technology. 19 (2): 253. Consultado em 20 de abril de 2008
- Zittrain, Jonathan L. (maio de 2006). «The Generative Internet». The Harvard Law Review Association. Harvard Law Review. 119: 1974. Consultado em 20 de abril de 2008. Arquivado do original em 14 de dezembro de 2007
- Frieder, Laura and Zittrain, Jonathan (14 de março de 2007). «Spam Works: Evidence from Stock Touts and Corresponding Market Activity». Berkman Center Research Publication No. 2006-11. SSRN 920553
- Zittrain, Jonathan (2006). «Searches and Seizures in a Networked World». The Harvard Law Review Association. Harvard Law Review Forum. 83. Consultado em 15 de janeiro de 2013
- Zittrain, Jonathan (inverno de 2004). «Normative Principles for Evaluating Free and Proprietary Software». The University of Chicago Law School via SSRN. University of Chicago Law Review. 71 (1). Consultado em 20 de abril de 2008